# 斎藤高行
齋藤 高行（さいとう たかゆき、1819年12月9日（文政2年10月22日） - 1894年（明治27年）6月12日）は、幕末・明治期の報徳運動家。相馬中村藩士。通称は久米之助または粂之助（くめのすけ）。二宮尊徳四大門人の一人。号は大原山人（だいげんさんじん）。

## 略歴
- 1819年12月9日（文政2年10月22日） - 陸奥国相馬中村藩士である斎藤完高の長男として誕生。
- 1840年（天保11年） - 江戸に移って、留守書役をしはじめる。この頃に従兄である富田高慶を通じ二宮尊徳を紹介される。
- 1845年（弘化2年） - 入門。相馬仕法後半を富田に代わり指導。
- 1894年（明治27年）6月 - 相馬郡中村にて死去。享年76。

## 著書
- 『報徳外記』（1854年）
- 『二宮先生語録』（1905年、報徳學図書館）